# Miran Györek
Miran Györek (Muraszombat, 1952. április 13. – 2021. november 23. vagy előtte) szlovén politikus, germanista, a nacionalista Szlovén Nemzeti Párt tagja, 2008 és 2011 között a párt muravidéki képviselője a szlovén parlamentben.
Neve megtévesztően magyar származásra enged következtetni, valójában az írásmód ellenére nem tekinthető annak. Az 1920-as trianoni békeszerződést követően néhány addig Magyarországon élt szlovén család nem tért el nevének magyaros írásmódjától, mint a Györekek, mert a nevükben található gy hangra nem tudtak vagy esztétikai okokból nem akartak más leképezést választani.

## Életpályája
Szülővárosában járta az általános iskolát és a középiskolát. Egyetemi évei alatt 1971 és 1975 között angol és német nyelvet tanult. 1976-ban a jugoszláv néphadseregben szolgált, utána angol-német szakos tanári állást vállalt Muraszombatban, néhány évig még Ausztriában is tanított szlovén nyelvet. Az 1980-as években diplomát szerzett arab nyelvből és két évig fordítóként dolgozott Irakban, visszatérve német és angol fordítói állást vállalt, 1990-ben fordítói irodát nyitott EVROPA névvel. Tanítói és fordítói állást később sem adta fel.
Politikai pályáját 1994-ben kezdte és indult a muraszombati helyhatósági választásokon a polgármesteri székért, amit ugyan nem nyert el, viszont a várost és térségét irányító testületben tanácsadó volt. Képviselősége alatt tagja volt a mezőgazdaságért, erdőgazdaságért, közétkeztetésért, egészségügyért, kultúráért, közoktatásért, sportért, ifjúságért, felsőfokú oktatásért és néhány másik területért felelős bizottságoknak. A 2011-es választásokkor nem tudott elegendő szavazatot szerezni és már nem jutott be a parlamentbe.
Györek, akárcsak pártja horvátellenes álláspontokat képviselt, így fenyegetőnek tartotta Horvátországot a Muravidékre, amely szerinte „csendes megszállást” akar végrehajtani, amelyre fel kell hívni az európaiak figyelmét is. Ezt azután mondta, hogy ismeretlenek átfestették a muravidéki horvát-szlovén határszakaszon a határköveket horvát felségjelzésekkel, ezzel egy rövid nyúlványt úgymond Horvátországhoz csatoltak. A köveket Zmago Jelinčič Plemeniti és Györek festették át.
Györek támogatta Plemeniti azon javaslatát, hogy a szlovéniai magyar kisebbség számára kiutalt pénzeket csökkentsék és azokkal inkább a magyarországi szlovéneket támogassák. Bár a párt hangsúlyozta, javaslatával nem magyarellenes lépés volt a célja.
2008. nyarán Györek is részt vett egy Magyarországra vezetett túra szervezésében, amelyen a párttagok és szimpatizánsok elmentek Orfalu szlovén községbe, amellyel ki akarták fejezni a magyarországi szlovének Szlovéniához való tartozását.
Aljina nevű feleségétől két fia született: Denis és Rocky Györek.

## Külső hivatkozás
- Miran Györek (sns.si)